# ジャスコ

ジャスコの3代目ロゴ
（1990年～2011年）

ジャスコ（JUSCO）は、かつてイオングループが展開していた総合スーパーの店舗ブランド名である。また、イオン株式会社の旧商号としての「ジャスコ株式会社」も意味する。総合スーパー「イオン」の前身である。
イオングループの主力ブランドとして日本国内では40年余りにわたって展開していたが、2011年3月1日にサティとの統合によりイオンへ転換。海外においては統合後も中国やマレーシアで「JUSCO」ブランドを継続していたが、順次「AEON」へ屋号変更され、2013年3月までに使用を終えている。

## 概要
転換前日の2011年2月28日での店舗運営は、日本国内5社（イオンリテール・イオン北海道・マックスバリュ長野・イオン九州・イオン琉球（旧：琉球ジャスコ））、日本国外7社の計12社で運営を行っていた。大型駐車場を備えた大規模店舗を、地方都市周辺などの郊外幹線道路沿いに出店する戦略を基本としていた。
旧岡田屋の創業家である岡田家の家訓「大黒柱に車を付けよ」そのままに、時流に合わせた店舗のスクラップアンドビルドを頻繁に行っていた。手法として2000年代以降では、イオンスーパーセンターへの業態転換、あるいは同一商圏内でも郊外にイオンショッピングセンター、イオンモールなどを開設することで、旧来の中心市街地に立地していた既存店舗を閉鎖・移転させる傾向があった。ただしそうした閉鎖店舗の一部では、跡地にマックスバリュをオープンさせることもあった。
店舗勤務の従業員は、地元雇用のパートタイマー（コミュニティ社員と呼ぶ）や、学生アルバイトが多かった。
ドラッグストア事業にも力を入れていたが、一部店舗では薬剤師・登録販売者不足のため、営業時間の一部しか薬局部分の営業ができなかった。
ジャスコの店名には、ジャスコ新茨木店（現：イオンスタイル新茨木）のように「新」が付く店があった。これは店舗の移転や建て替えを伴う場合に見られた。ジャスコ村上東店のように方角を表す文字が入る物もあったが、これは既存店舗を補完する新店舗を開店し、旧店舗の営業も継続する場合に見られた。
出店地域については「#運営会社」の節を参照。

## 歴史
1969年2月に当時はローカルスーパーマーケットチェーンの域を出なかった岡田屋（三重県四日市市）、フタギ（兵庫県姫路市）、シロ（大阪府吹田市）の3社が提携し、合弁で共同仕入会社の「ジャスコ株式会社」（初代）を大阪市福島区のシロ野田店5階を登記上本店として設立したことを起源とする。
当初は新社名を従業員から募集して「日本ユナイテッド・チェーン株式会社」が選出されたものの、その後に英語訳である "Japan United Stores COmpany" の頭文字を取って日本語読みした「ジャスコ (JUSCO) 」が正式採用される。
会長にフタギの二木一一、社長に岡田屋の岡田卓也、副社長にシロの井上次郎が就任した。なお、3名のうち副社長に就任した井上は1969年4月29日に心筋梗塞のため41歳で急逝し、シロ自体も経営不振で負債を抱えていたため「京阪ジャスコ」へ社名を変更して2年後に岡田屋およびフタギの後身となる（2代目）ジャスコへ合併された。
2001年に商号をイオン株式会社に変更したが、店舗ブランドとしては「ジャスコ」を引き続き使用していた。2008年8月21日にイオン株式会社が持株会社になったことで、北海道、九州・沖縄地区以外の店舗の運営をイオンリテールに継承。2010年2月21日にはマックスバリュ長野の設立に伴い、イオンリテールから長野県下の4店舗を継承した。

### 「イオン」への統合、消滅
2010年8月27日に、持株会社であるイオン株式会社が、宣伝効率の向上とブランド力の強化のため「ジャスコ」と「サティ」の店舗ブランドを、2011年3月以降段階的に廃止して「イオン」に統一する方針を決定したと報じられた。報道によれば、イオンリテール（ジャスコなど）がマイカル（サティ）・イオンマルシェ（イオン、旧：カルフール）を吸収合併し、仕入れ部門と総務部門の効率化を図ること、イオンリテール（および将来的には九州・北海道の地域法人）が運営する店舗のブランド統一を行うこと、その結果向上する収益により、中国をはじめとする日本国外への進出を加速するとされた。
これについて2010年10月6日、イオン株式会社が完全子会社のイオンリテール、マイカル、イオンマルシェ3社の合併と、運営する店舗ブランドの統一を正式発表し、その後、イオン北海道・イオン九州・イオン琉球（旧・琉球ジャスコ）も相次いでブランド統一を発表した。
2011年3月1日、ジャスコとサティ、北海道のみに縮小展開されていたポスフールがイオンへ統一された。新しい店舗名は基本的に「ジャスコ札幌元町店→イオン札幌元町店」、「ジャスコレイクタウン店→イオンレイクタウン店」、「ジャスコ三光店→イオン三光店」、「ジャスコ那覇店→イオン那覇店」などと、ブランド名のみを変更する場合ががほとんどだったが、サティやポスフールとの店舗名重複を避ける（例：ジャスコ釧路店→イオン釧路昭和店、ジャスコ福岡東店→イオン福岡ルクル店）、"新"を取る（例：ジャスコ新小松店→イオン小松店、ジャスコ新名張店→イオン名張店）、地名やモール名に変える（例：ジャスコカヨー店→イオン日永店、ジャスコ小川店→イオン宇城バリュー店、ジャスコイオン倉敷店→イオン倉敷店）など、一部店舗ではブランド名だけでなく、店舗名の変更も行われた。
日本国内におけるジャスコ業態の最終出店は、2010年5月28日に開店したイオン札幌西岡ショッピングセンター内の「ジャスコ西岡店」であった。
中国とマレーシアの店舗については日本でのブランド消滅後もしばらくの間「ジャスコ」のブランドで営業されていたが、2013年3月までに「イオン」ブランドに統一されている。

### その後
2024年5月25日・26日、かつて「ジャスコ下妻店」として営業していたイオンモール下妻で映画『下妻物語』の公開20周年を記念したイベントが行われ、店舗の看板や店内BGM等を映画の舞台となったジャスコ時代のものに復元して営業。これにより、日本国内における「ジャスコ」の屋号が一時的ではあるものの13年ぶりに復活した（後述参照）。

## ロゴマーク

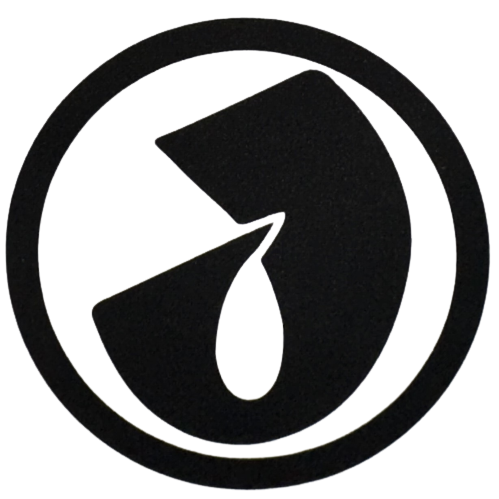
ジャスコ初代ロゴ

初代ロゴマークは、当時のジャスコの社章「J」で店舗サインにも使用していた。「ジャスコ」の看板を初めて掲げた店舗となったのは1969年10月10日の焼津店（静岡県焼津市）であった。デザインは奈義良勝人が考案したものが選ばれ、滝を登る鯉を表している。これはジャスコが大きく飛躍してほしいという思いが込められている。

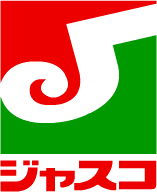
ジャスコ2代目ロゴ
（1974年～1990年）

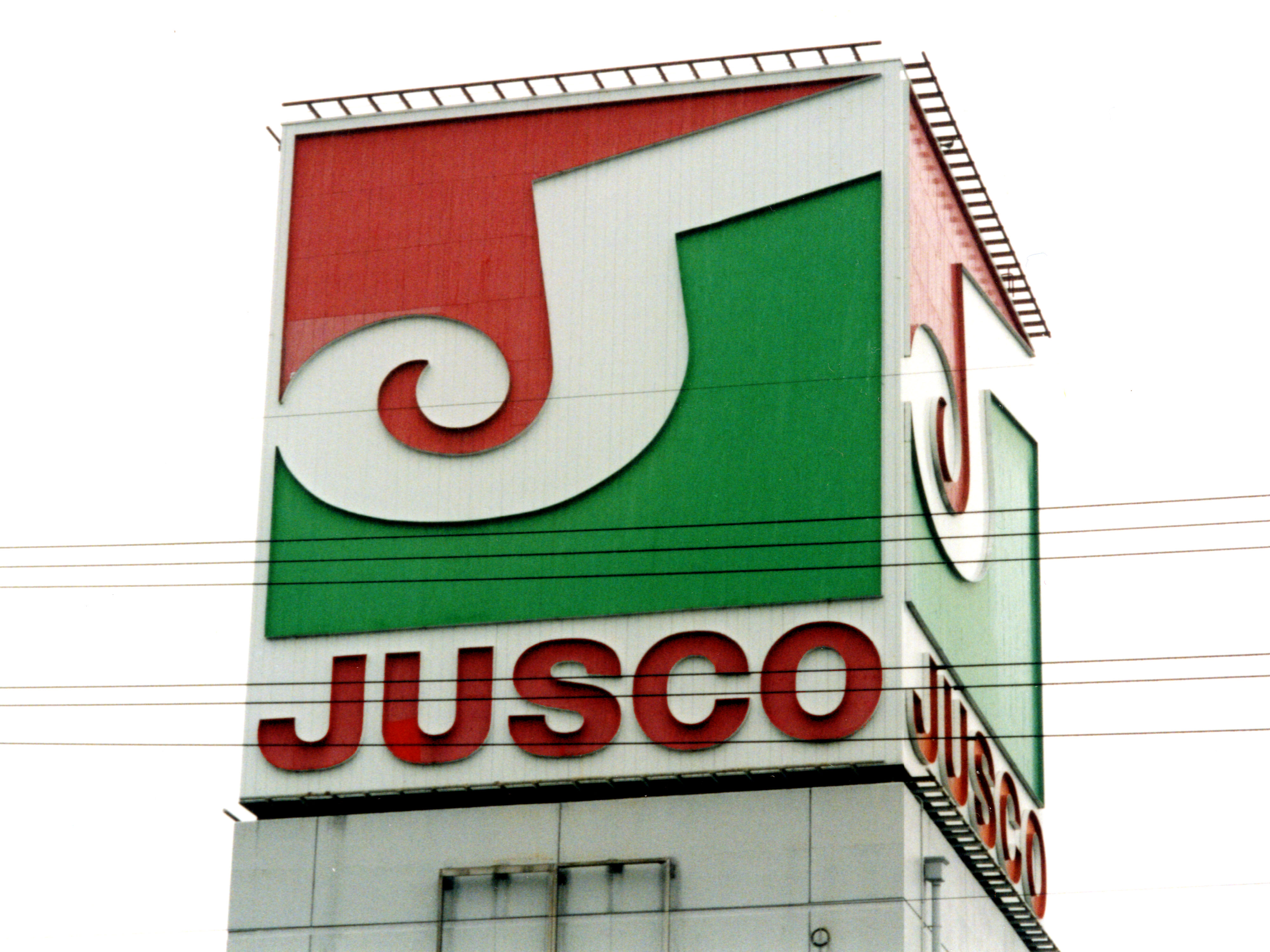
2代目ロゴを掲げた店舗の例
（旧ジャスコ菰野店、1997年撮影）

2代目ロゴマークは赤と緑を使用し、Jの字の先がカールしたようなデザインで、1974年2月14日に制定され同年3月29日開店の名張店（三重県名張市）で採用されて以来15年間使用された。景観条例のある京都市の店舗や塩釜店（閉店・宮城県塩竈市）では、周囲の景観に配慮して緑色一色で掲げられていた。ただし、同様な景観条例がある金沢市においては、全ての店舗で赤と緑のものがそのまま掲げられていた。
1990年8月のグループ名変更に伴う3代目ロゴマーク変更により、2代目から3代目への看板移行が一部店舗（主な例として画像にある菰野店や東住吉店など）を除き、素早く行われた。ロゴマーク変更時期に開催され、当時のジャスコグループが協賛していた国際花と緑の博覧会では、開催終了まで2代目ロゴが使用されていた。この2代目ロゴは、2004年10月2日に東住吉店が閉店したことにより、メインで使用している店舗は無くなった。2代目ロゴはそれ以降も、つくしが丘店の壁面看板や、ノア店の観覧車などに極少数ながら使用されていたが、2011年3月のイオンへのブランド変更の際に撤去された。

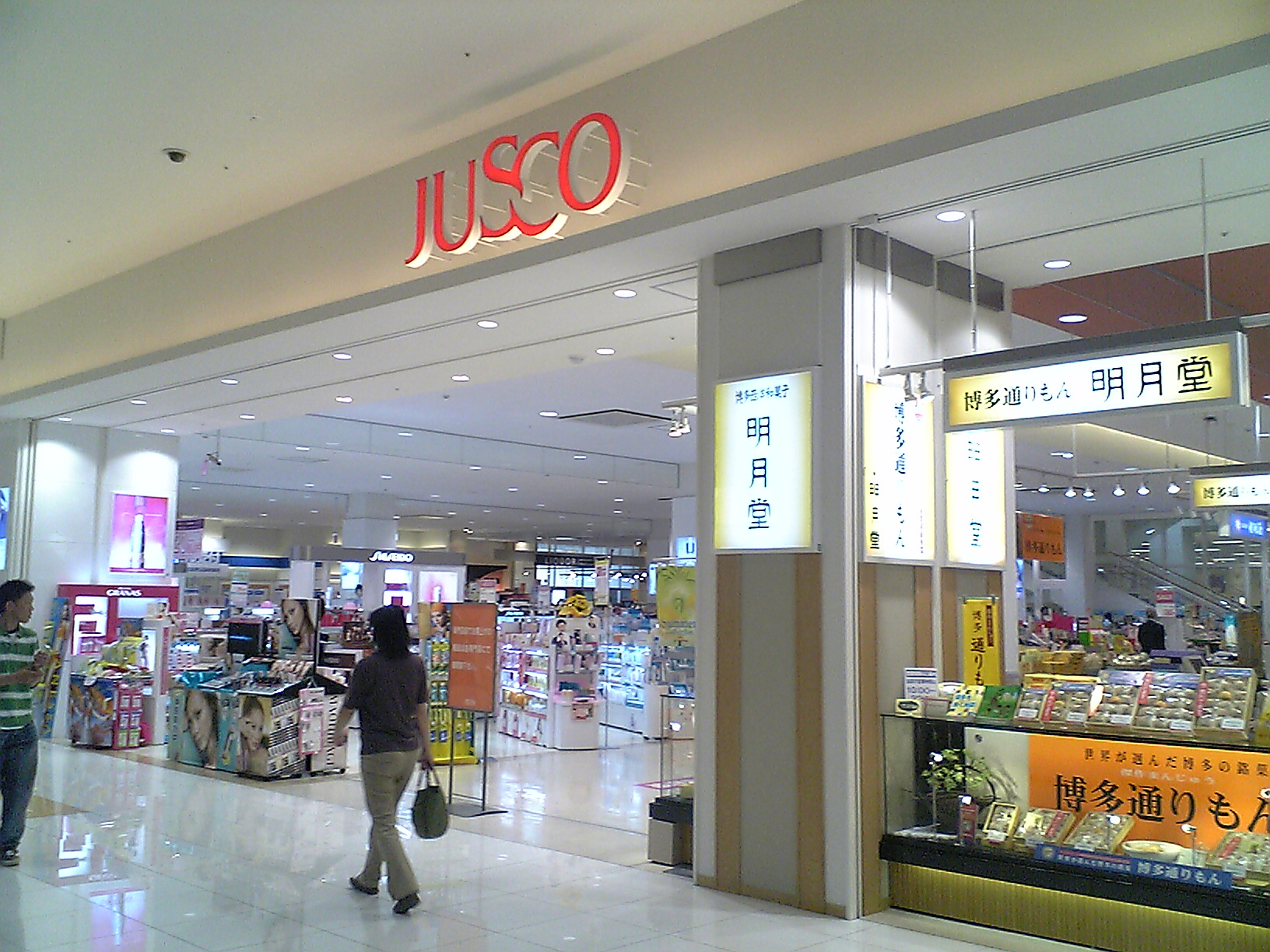
3代目ロゴを掲げた店舗の例
（ジャスコ筑紫野店、2009年撮影）

3代目ロゴマーク（ページ冒頭部参照）は「JUSCO」という英文名称自体をデザインしたもので、1990年11月の川口店（埼玉県川口市、2018年8月31日閉店）の増床時に初めて店舗サインとして使用された。カラーはローズレッド一色となっている。ただし、景観条例のある洛南店（京都市南区）やもりの里店（金沢市）では、周囲の景観に配慮し店舗外壁は白一色であり、「JUSCO」のロゴも掲げられていなかった。
2000年代中頃以降に開店した店舗では、屋上に「JUSCO」の看板塔ではなく、従来の「ÆONGroup」を短縮した「ÆON」ロゴの看板塔が設置されることが多く（イオンモール核店舗などで壁面の一部に「ÆON」を配置した）、「JUSCO」の看板は店舗玄関上の部分や店舗外壁側面などに設置されている場合が多かった。また、大塔店（長崎県佐世保市）のように、リニューアルに伴って屋上看板を「JUSCO」から「ÆON」に置き換えたところもあった。
このため、一部の店舗では屋上看板の「ÆON」ロゴの地色が褪せて、「JUSCO」あるいは別の前身店舗である「SATY」のロゴが浮かび上がると、ネット上で話題に上ることがある。

## 店内イメージソング
「新しい予感 〜 Only at JUSCO 〜」
歌：See-Saw、作詞：CHIAKI、作曲：梶浦由記
基本的に開店直後と1日2回行われるクリーンタイム時（11時、15時）、19時の時報の後に店内で流れていたが、開店時以外は2008年3月下旬頃から、また開店時に流れていたのも2008年8月下旬頃から、イオンリテール継承に伴い流れなくなった。
イオン九州のジャスコでは、転換前日の2011年2月28日まで開店直後と12時の1日2度流れていた。
イオン北海道のジャスコでは、エスカレーター付近での注意喚起放送のバックミュージックとして聞くことができた。
一部のCMでも歌なしのインスト版が流れていたことがある。
長年シングルカットも含め未収録曲だったが、2020年6月10日発売のコンプリートアルバム『See-Saw-Scene』2枚目のボーナストラックとして初収録された。
なお、この曲は1996年8月5日に収録され、当初はCM曲として依頼されていたが、音声が個性的すぎるという理由でCMのプロデューサーよりNGになりかけていた時に、当時のジャスコのトップが気に入ったため採用されたという経緯が石川智晶によって明かされている。
2008年夏ごろから、上記の代わりにルロイ・アンダーソン作曲の「シンコペーテッド・クロック」がクリーンタイム時（各回10分間）と19時時報後（5分間。イオン九州のジャスコのみ10分間）に流れていた。なお、イオン北海道のジャスコでは、19時のクリーンタイム時のみ、「小さな世界」が流れた。
「ジャスコで逢いましょう」
作詞：横内理員、作曲：中村泰士
かつては、ジャスコ店内にて開店時・閉店時の音楽として利用されたり、CMソングとしても利用されていた。
イオン九州のジャスコでは、転換前日の2011年2月28日まで18時1分に1回だけフルで流れていたほか、13時30分・15時30分にも曲の一部が流れていた。また、店内スポット放送やトップバリュを紹介する際のBGMとしても流れていた。
子どもたちの間で地域や時期で異なる様々なバリエーションの替え歌にされた。
かつては、ジャスコの個別店CM（主に地方のローカルCM）などでもこの曲が流れていた（ジャスコ日根野店における替え歌など）。
1974年には曲名と同じタイトルで個別店などのローカルCMではないジャスコ自体のCMとしても採用されている。
店舗の閉店前に実施される「完全閉店セール」時には、店内でエンドレスで流されていた。
店名がイオンに変更後も、ボサノバ風にアレンジされた歌詞の無いバージョンがBGMとして流れていることがある。
グループ魂の楽曲「JUST A JUSCO」のサビに「ジャスコで逢いましょう」のフレーズが引用されている。むろん歌詞中の店名同様許可を得ての引用である。
Michael LloydのTrot the Foxにメロディーラインや編曲も類似的である。
旧ジャスコ株式会社の社歌「人間の園」は、作詞は石原慎太郎、作曲は神津善行が担当した。
かつてジャスコで配布された紙袋には楽譜が書かれていたが、これはヨハン・ゼバスティアン・バッハ作曲の「ゴルトベルク変奏曲」の中の曲の楽譜にデザインを加えたものであり、上記イメージソング等とは関係が無い。

## 主な部署
| GM（衣料） - レディス - 婦人服 - 靴・鞄 - 服飾 - メンズ - 紳士服 - キッズ - 子供服 - ベビー - ホビー - インナー | SSM（食品） - 加工食品（グロッサリー） - デイリー - 農産 - 水産 - 畜産 - サービスデリ（デリカ） - 銘店 - リカー - 早朝オペレーション - 夜間オペレーション |

| SS（住居余暇） - ホームファッション - 寝室 - バス・トイレ - リビング&プライベート - ガーデニング＆グリナリー（2011年3社統合以降にホームファッションへ統合） - ダイニング - ハウスキーピング - パンドラハウス（手芸用品） - ギフト - 家電 - デジタル家電 - 生活家電 - ステーショナリー（文具） - サイクル - H&BC（ヘルス&ビューティケア） - 化粧品 - ドラッグ - ノンフーズ | 後方 - 総務 - 会計 - 販促 - システム管理 - 商品管理 - クオリティキーパー - CS（お客さまサービス） - SSMチェッカー - サービスカウンター |

## POSシステム
ここではジャスコ店舗について記載。
POSターミナル
現在、東芝テック製M-6800・M-7000・M-8000 - Windows 2000 Professional for Embedded Systemsを使用。
ソフトウェア
米国JPMA社製「PoS Designer」をベースにオムロンがイオン仕様に開発。
チェッカーユニット（食品レジ）
導入時期により機種が異なる。
初代 - POSターミナルと共に富士通製（レシートは感熱紙ではなく普通紙の店舗が多数。）
2代目 - NECインフロンティア製（スキャナ部のみ日本NCR製のL型タイプ。）
3代目（2008年度以降の新店） - 東芝テック製LS-790T（タッチパネル搭載となる。）
自動釣銭機
初代 - 富士電機製CSC660（硬貨のみ対応。）
2代目 - 富士電機製ECS-02F（紙幣にも対応。翌日の釣銭準備金の残置運用が可能となる。）
3代目 - 富士電機製ECS-07（預り金の入金確定方式に対応。）
4代目 - 富士電機製ECS-77（ECS-02の置き換えで導入）・グローリー製RT-200・RAD-200（旧マイカル店舗を中心に導入）
電子マネー端末
ジェイアール東日本メカトロニクス製
セルフレジ端末
日本NCR製 および富士通製
当初はイオンリテール・イオン九州・イオン琉球（旧・琉球ジャスコ）の店舗のみに導入されていたが、その後、マックスバリュ地域法人、ハピコム（旧ウエルシア）地域法人、マイカル、イオンマルシェ（イオン）のグループ各社の店舗にも同一のシステムが導入され（マックスバリュ北海道・マックスバリュ東海・マックスバリュ中部・マックスバリュ九州などでは遅れて導入）、イオングループ共通のPOSシステムに発展した（ただし、マイカルやマックスバリュなどPOSターミナル以外は運営会社により若干仕様が異なる場合あり）。また、かつて共通のPOSシステムを導入していなかった店舗でも、WAONをグループ全体で導入出来る様に、順次イオン共通のPOSシステムへの入れ替えが行われていた。また2008年からはWAONのほかの電子マネーとしてSuicaとおサイフケータイクレジットiDの利用も可能となった。

## 運営会社

### 日本国内（過去）
「イオン」への改称直前には、全国44都道府県に店舗があった。徳島県・福井県には改称前に全店が撤退しており、山梨県には未出店であった。「イオン」に移行した直後の2011年3月、山梨県内に甲府昭和店が出店した。イオンモール甲府昭和は2010年に「ジャスコ」として出店予定だったが、景気悪化に伴う工事の遅れにより「イオン」として開業した。仮に遅れていなければ、「ジャスコ」は47都道府県に出店した初のスーパーマーケットとなったことになる。ただし同店の建設時に徳島・福井の両県には店舗がなく、全都道府県での併存は起こり得なかった。
末期には日本国内の店舗は長野県を除き、営業エリアが明確に分けられていた。これは長野県内のスーパーマーケット形態で展開していた店舗については、将来的にマックスバリュやザ・ビッグへの転換を前提としてマックスバリュ長野に一部店舗が譲渡されていたことによる。イオングループで地域ごとの運営企業を設けながら企業間で営業エリアの重複が多かった店舗ブランドとしてはマックスバリュが挙げられ、こちらは運営企業間での営業エリアの整理が2019年までたびたび行われていた（マックスバリュ#店舗展開と運営会社を参照）。

#### ブランド統合時点
- イオンリテール株式会社（現店舗名：イオン）
  - 営業エリア：東北地区、関東地区、北陸・甲信越地区（新白馬店を除く）、東海地区、近畿地区、中国地区、四国地区
  - 2008年8月21日にイオン株式会社から小売事業を吸収分割により譲り受けた。
  - 岡山県倉敷市には、ジャスコイオン倉敷店とジャスコ倉敷店（1階部分はほぼマックスバリュ西日本運営のザ・ビッグ、2階部分は半分程度がジャスコであった）の2店舗があった。2011年3月1日にジャスコイオン倉敷店はイオン倉敷店に屋号変更、同日にジャスコ倉敷店はザ・ビッグ倉敷笹沖店に業態転換された（1つの建物で運営会社が異なる特殊業態のザ・ビッグの誕生）。なお、ザ・ビッグ倉敷笹沖店は2016年5月31日をもって建て替えのため閉店し、以後はマックスバリュ西日本（2024年3月1日以降は企業合併によりフジ）運営のザ・ビッグ倉敷店に統一されている。
- イオン北海道株式会社（現店舗名：イオン）
  - 営業エリア：北海道
  - 前身はマイカル北海道から社名変更したポスフール。2007年8月にイオンから北海道のジャスコ・イオンスーパーセンターを吸収分割により譲り受け、現社名に変更。
  - イオン北海道の店舗ではクレジット機能を持たない「イオン北海道メンバーズカード」が発行されていた（電子マネーWAONの普及により、新規発行は2010年をもって終了）。「イオンカード」と同等の特典を受けることができ、累計合計金額に応じ「イオン北海道クーポン」が発行される独自のお買い物特典が設けられていた。
- マックスバリュ長野株式会社（解散済）
  - 営業エリア：長野県の一部（最末期は新白馬店のみ）
  - 2010年2月21日にイオンリテールから4店舗を譲り受けた。なお、新白馬店を除く3店舗は後に「ザ・ビッグ」へ業態転換された。新白馬店は2011年3月1日にマックスバリュへ業態転換され、2014年10月4日にザ・ビッグへ再業態転換された。
  - 2021年6月1日、同じくイオングループで「ザ・ビッグ」を運営する企業・イオンビッグに吸収合併された。
- イオン九州株式会社（現店舗名：イオン）
  - 営業エリア：沖縄県を除く九州地区全域。ただし、後述のホームワイドについては山口県にも展開している。
  - 福岡ジャスコ（発足当時の社名）としてスタートした当初は、福岡県・長崎県・熊本県と佐賀県の一部のみを担当していた。
  - 1990年代には、イオングループの企業再編で九州内のジャスコ運営会社の事業を継承する形で営業範囲を拡大。さらに2003年9月に、九州ジャスコとホームワイドが統合し、さらに2007年8月にマイカル九州を吸収合併した。そのため、サティ（九州地区以外の店舗はマイカル直営）や他の運営会社にはないホームセンターであるホームワイドの運営なども行っている。
  - イオン九州の「火曜市」のCMは独自のものを用いる（2010年4月より16:9ワイド画面化や「お客さま感謝デー」または「お客さまわくわくデー」同時開催時の併記に対応した新バージョンとなっている）。
  - 2008年11月からはレジ袋辞退で1回の精算につき2円値引のサービスを開始（一部店舗ではレジ袋有料化へ伴い2円値引を終了）。買物袋スタンプカードは2008年10月をもって終了。
- イオン琉球株式会社（現店舗名：イオン）
  - 営業エリア：沖縄県
  - イオン琉球の店舗では「水曜市」や「土日市」など、独自のセールを開催している。
  - ブランド変更後の2011年5月21日付けで社名を琉球ジャスコからイオン琉球に変更。

#### ブランド統合以前
- 扇屋ジャスコ株式会社（当時のブランド名:は扇屋ジャスコ、現在：イオン）
  - 営業エリア：千葉県及び東京都・埼玉県の一部店舗
  - 地場百貨店・スーパーマーケットチェーンの扇屋と1976年（昭和51年）と統合し発足。
  - 1999年8月21日付けでジャスコ株式会社（当時）に吸収合併され法人として消滅。
- 信州ジャスコ株式会社（当時のブランド名:は信州ジャスコ、現在：イオン）
  - 営業エリア：長野県
  - 地場百貨店のはやしやをジャスコが買収する形で1974年（昭和49年）に信州ジャスコとなる。
  - その後、1980年代後半にはほていや百貨店など数社と統合し規模を拡大させていた。
  - 1999年8月21日付けでジャスコ株式会社（当時）に吸収合併され法人として消滅。

### 日本国外（過去）

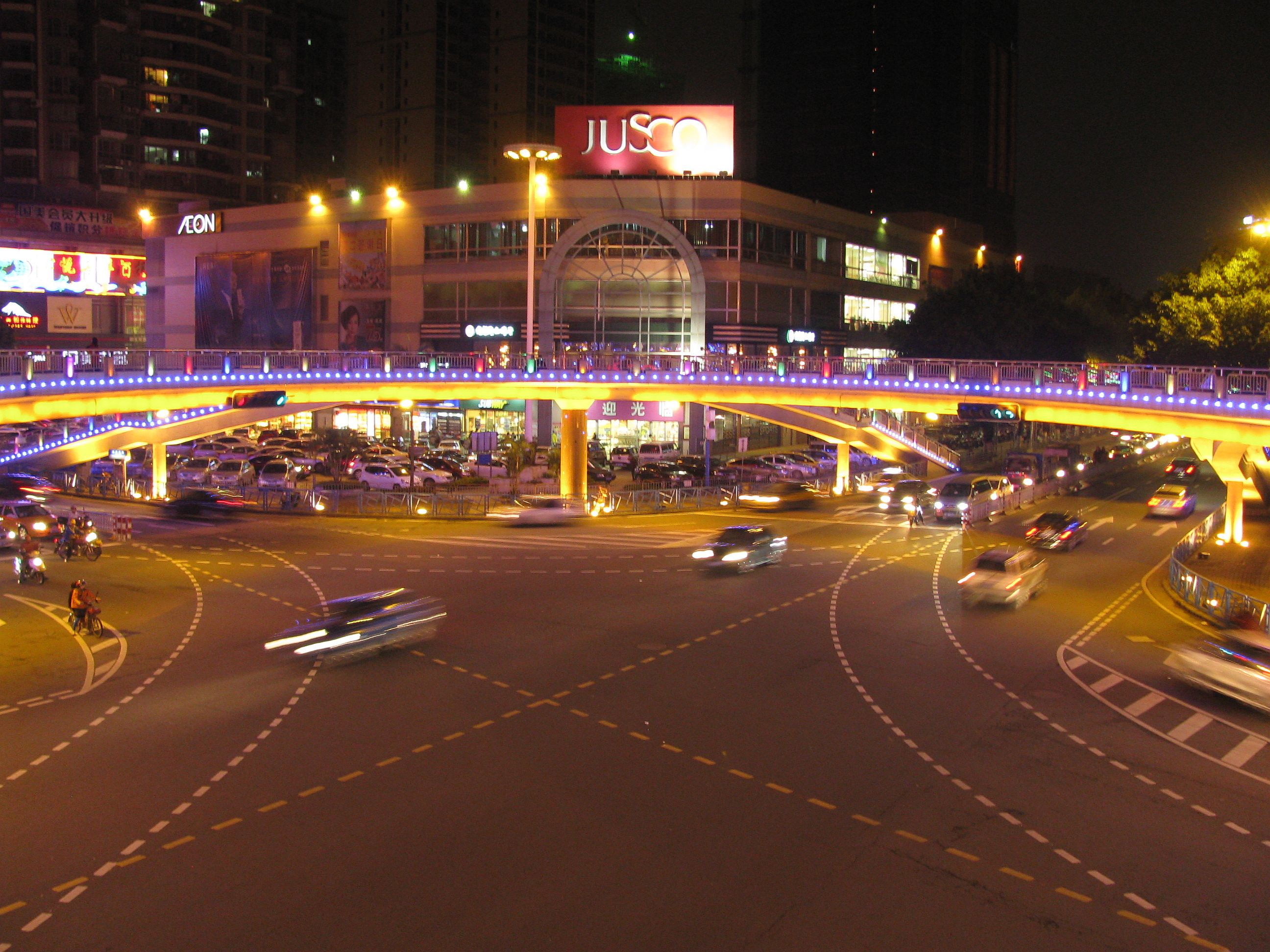
ジャスコ中山君悦広場店

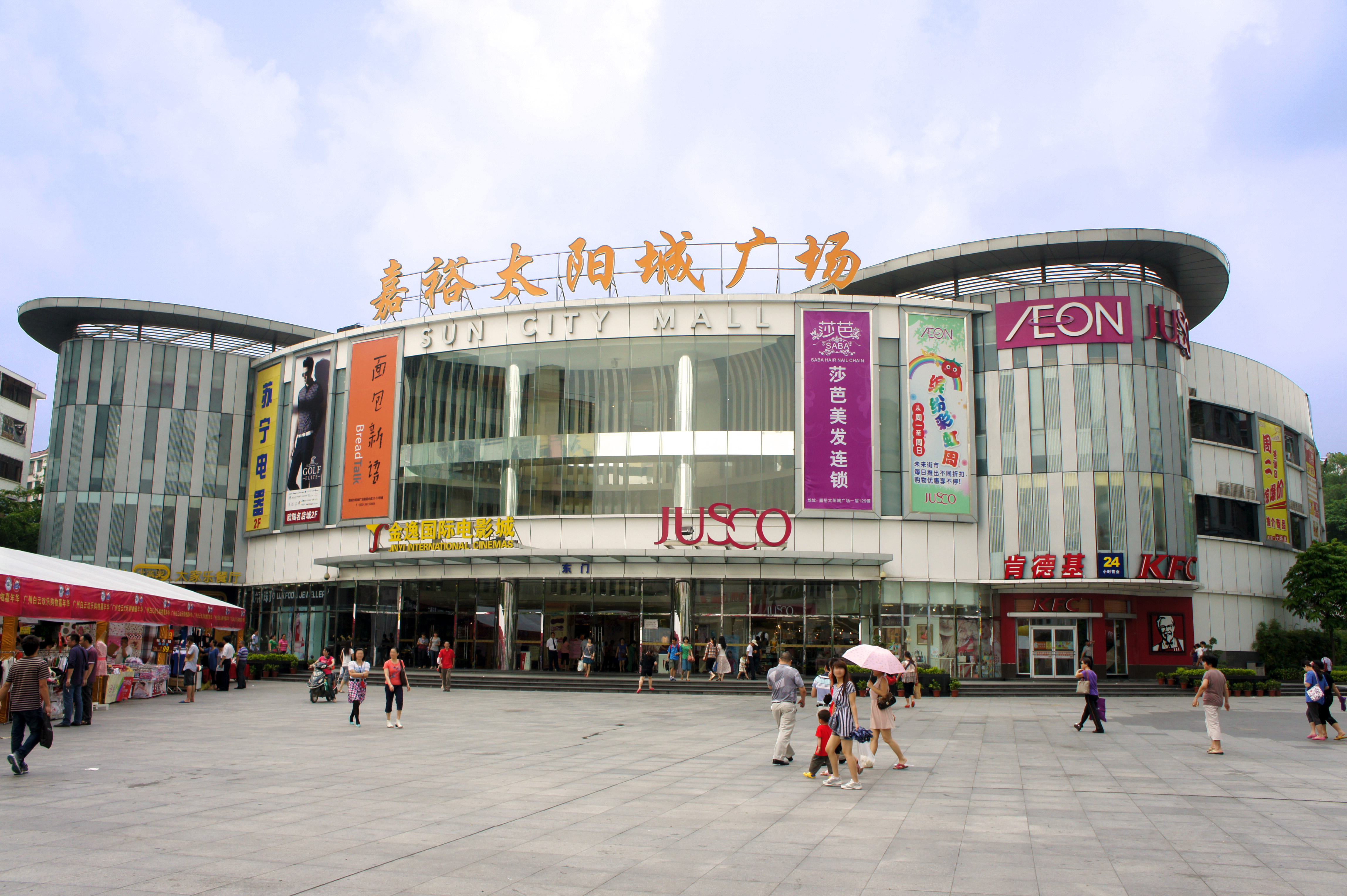
ジャスコ嘉裕太陽城店

かつてはタイ、台湾でも展開されていたが、現在は撤退。中国語圏では吉之島と表記される。
- 永旺（香港）百貨有限公司（Aeon Stores (Hong Kong) Limited)
  - 営業エリア：香港
- 永旺華南商業有限公司（AEON South China Co., Ltd. - イオン華南）
  - 営業エリア：広東省（深圳市、恵州市恵城区、仏山市順徳区）
- 永旺商業有限公司（Beijing AEON Co., Ltd. - 北京イオン）
  - 営業エリア：北京市
- 広東吉之島天貿百貨有限公司（Guangdong JUSCO Teem Stores Co., Ltd - 広東ジャスコチームストアーズ）
  - 営業エリア：広東省（深圳市、恵州市恵城区、佛山市順徳区を除く）
  - 店舗ブランドの変更に伴い、2013年3月1日付で社名を広東吉之島天貿百貨有限公司から広東永旺天河城商業有限公司（Guangdong Aeon Teem Co., Ltd. - 広東イオン）に変更した[19]。
- 青島永旺東泰商業有限公司（Qingdao AEON Dongtai Co., Ltd. - 青島イオン東泰）
  - 営業エリア：山東省
- AEON Co. (M) Bhd（イオンマレーシア）
  - 営業エリア：マレーシア
- AEON（Thailand）CO., LTD.（イオンタイランド）
  - 営業エリア：タイ
  - 現在は、マックスバリュブランドのみの展開。
- 台灣永旺百貨股份有限公司（台湾イオン）
  - 営業エリア：台湾

## 旧ジャスコ株式会社に存在した社是・憲章・信条・誓い
旧ジャスコ株式会社においては、以下のような社是、憲章、信条、誓いが存在した。
旧ジャスコ株式会社設立時に基本理念となる社是を制定すると同時に、ジャスコの信条とジャスコの誓いが発表された。また、1979年（昭和54年）1月には「ジャスコの憲章」を制定した。これはジャスコの連邦経営の理念を明らかにし、連邦各経営者の初志貫徹と連携の強化を目的としたものであった。
1989年にはジャスコはジャスコグループからイオングループへと名称変更したことに伴い、それまでの「連邦制経営」から「ゆるやかな連帯」へと転換を図られた。また、2001年8月にはジャスコ株式会社からイオン株式会社へと社名を変更すると同時に「イオン宣言」を制定し、基本理念も一新された。そのため、これらの社是や憲章、信条、誓いは、現在使用されていない。

### 社是
商業を通じて地域社会に奉仕しよう

### ジャスコの憲章
われわれは、地域の人々の生活文化の向上と発展に貢献することを基本理念とし、この目的と使命に共鳴する同志朋友の参画と結集をもって『連邦制経営』によるジャスコを形成し、誠実と親和を尊び、友愛と情熱に燃えて、商業の理想像を追求し、地域の期待と信頼に応え、ジャスコの永続と繁栄に献身する。
一、ジャスコは、信義と団結を尊重する
一、ジャスコは、自主と責任を尊重する
一、ジャスコは、交流と互助を尊重する
一、ジャスコは、集中と分権を尊重する
一、ジャスコは、創造と革新を尊重する

### ジャスコの信条
1. ジャスコは商業の理想像を求めて価値ある商品とサービスを提供する。
2. ジャスコは常に生活文化に貢献する先駆的役割を果たすため絶えず研鑚し前進を続ける。
3. ジャスコは愛と真実に徹し社会の幸福のために精進し奉仕する。
4. ジャスコは信頼し支持して頂く全ての人々に深い感謝の念を捧げる。
5. ジャスコは社会生活に密着した立派な職場であることを確認する。

### ジャスコの誓い
1. 常に感謝し、愛情を忘れず限りなく前進を続けよう。
2. 常に相手方の立場を考え自分と等しく尊重しよう。
3. 常に研究し、良いと決まったら勇敢に実践しよう。
4. 常に奢らず、たかぶらず自分の仕事に誇りを持とう。
5. 常に言葉と行動を慎み結果については厳然たる責任をとろう。

## 名称の使用・権利関係について
2014年9月発売のライトノベル『女騎士さん、ジャスコ行こうよ』（伊藤ヒロ）の発売にあたり、発行元のKADOKAWAが「ジャスコ」の名称の使用許可を求めてイオンの広報部に連絡したところ、広報部からは「日本ではもう使用していないブランド名なので、連絡なしに自由に使って良い」との回答を得たという。
ただし商標としての「ジャスコ」は、2014年9月現在、日本国内で登録が存続しているものが多数存在している（権利者はいずれもイオン株式会社）。またイオングループ以外にも「ジャスコ」の商号を用いる会社は存在する（ジャスコ (曖昧さ回避)を参照）。
2021年3月15日、ジャスコの店名ロゴをイオンが商標出願し、同年3月30日に出願情報が公開された。またコーポレート・コミュニケーション部の担当者は取材に対し、ジャスコの店名が消滅した後も、過去の商標を引き続き登録するため何年かおきに出願を続けていると回答している。
2024年5月25日・26日、映画『下妻物語』公開20周年を記念し、作中に登場する「ジャスコ下妻店」を再現するとして、イオンモール下妻を2日間限定で「ジャスコ下妻店」に変更するイベントが行われた。駐車場入口の看板が「JUSCO」ロゴに変更されたほか、店内の看板も多くが「JUSCO」ロゴに変更された。

## 関連ブランド
- イオン (企業) / イオングループの商業ブランド
- 扇屋ジャスコ - 主に千葉県内で展開。後にジャスコに統一された。
- 伊勢甚ジャスコ - 主に茨城県内で展開。後にジャスコに統一された。元々運営していた伊勢甚は存続。
- アビリティーズジャスコ - イオングループの障がい者雇用特例子会社。イオンブランドに移行後も、社名にジャスコを冠している唯一の企業。

## ジャスコが登場する作品
- 下妻物語 - 嶽本野ばらの小説、及びその実写映画化作品。「ジャスコ下妻店」が登場する。
- お台場合衆国 - フジテレビが主催するイベント。2009年にバラエティ番組『めちゃ²イケてるッ!』のブース「めちゃ畑牧場」に「ジャスコ めちゃ畑牧場店」を出店していた（オリジナルグッズとお台場合衆国WAONカードのみの取扱い）[23]。
  - 武田真治 - 上記の企画を契機に、イオンリテールより「JUSCOボーイ」に任命され、ジャスコの広告塔を担当。
- グループ魂 - 2004年に発表したアルバム『荒ぶる日本の魂たち』で、ジャスコをテーマにした楽曲「JUST A JUSCO」を発表。
- ヤバイTシャツ屋さん - 2020年に発表したアルバムで楽曲「J.U.S.C.O.」を発表。
- タモリ倶楽部 - 空耳アワーで紹介された空耳の一つに「パンチラねえちゃん ジャスコの前」というものがある。

## 関連する人物
経営者
- 岡田卓也 (経営者)
- 岡田克也
- 岡田元也
- 小嶋千鶴子
- 林信太郎 (官僚)

その他
- 平野レミ - かつてジャスコのCMに出演していたほか、イオン九州がスポンサーとなっている番組『アサデス。九州・山口』のコーナー「デリバリキッチン」にも出演。
- 林輝幸 - クイズプレイヤー。「ジャスコ」の愛称がある[24]。